# Служба по защите конституционного строя и борьбе с терроризмом
Служба по защите конституционного строя и борьбе с терроризмом (СЗКСБТ), также известная как Вторая служба или «Двойка» — подразделение Федеральной службы безопасности Российской Федерации, созданное 6 июля 1998 года как Управление конституционной безопасности. 28 августа 1999 года Управление конституционной безопасности было объединено с Департаментом по борьбе с терроризмом (Вторым департаментом) в Департамент по защите конституционного строя и борьбе с терроризмом, а в 2004 году Департамент стал называться Службой.
В соответствии с федеральным законом «О Федеральной службе безопасности» Служба занимается борьбой против терроризма и экстремизма, предотвращением межнациональных и межрелигиозных конфликтов, а также предотвращением внутриполитических угроз, защитой конституционного строя Российской Федерации и осуществлением контрразведывательного обеспечения религиозной, социальной и культурной сфер. В прессе нередко называется идейной преемницей Пятого управления КГБ СССР (оно же — управление «З» или Управление по защите советского конституционного строя КГБ СССР с 11 августа 1989 года), ответственного за контрразведывательную работу по линии борьбы против идеологических диверсий.

## Структура

### Руководители
- 1998—1999: генерал Геннадий Зотов[2]
- 1999: генерал Владимир Проничев[3]
- Ноябрь 1999 — 31 мая 2001: адмирал Герман Угрюмов[4]
- 2001—?: генерал-полковник Александр Жданьков[5][6]
- 2004—2006: генерал-лейтенант Александр Брагин[7][8]
- 2006—н. в.: генерал-полковник Алексей Седов[1]

### Подразделения
В связи с высоким уровнем секретности контакты сотрудников Службы с другими отделами ФСБ и прессы являются крайне ограниченными. Известно, что в состав Второй службы ФСБ РФ входят следующие подразделения:
- Организационно-оперативное управление[9] — существовало в 1999 году (руководитель — генерал Владимир Козлов)[10]
- Управление по защите конституционного строя (УЗКС)[1] — образовано в 1998 году[10] (руководитель — генерал-лейтенант Алексей Жало)[1]
- Оперативно-розыскное управление (ОРУ)[9][1] — участвует непосредственно в контртеррористических операциях на территории Российской Федерации
- Управление по борьбе с терроризмом и политическим экстремизмом (УБТПЭ)[1][9] — образовано в 1999 году (руководитель по состоянию на 2007 год — Михаил Белоусов)[11]
- Управление по борьбе с международным терроризмом (УБМТ)[1] — образовано в 2004 году (первый руководитель — генерал-майор Юрий Сапунов)[12]

До 2004 года Служба носила статус Департамента. В ведении Службы некоторое время находился Центр специального назначения ФСБ со спецподразделениями «Альфа» и «Вымпел».
В январе 2017 года было объявлено о создании нового подразделения во Второй службе, которое должно было бы заниматься мониторингом и анализом политической деятельности, а также обнаруживать потенциально опасные ситуации, при которых возможны социальные взрывы и угрозы безопасности государства.

## Создание службы
Согласно заявлению заместителя руководителя Департамента по защите конституционного строя и борьбе с терроризмом, генерала Владимира Козлова, подобное самостоятельное подразделение не существовало в стране «до девяностых». Предпосылками к созданию Второго департамента стали образование Управления по борьбе с терроризмом и Антитеррористического центра ФСБ. 6 июля 1998 года указом действовавшего президента Бориса Ельцина было образовано Управление конституционной безопасности ФСБ (оно же 8-е управление). Считается, что первым директором Управления конституционной безопасности был назначен генерал Геннадий Зотов.
Образование Управления конституционной безопасности вызвало обильную критику: пресса обвиняла ФСБ в возрождении «политического сыска и откровенной слежке за оппозицией» и попытке создания «штурмового отряда партии социального реванша». 13 ноября 1998 года в прессе было опубликовано открытое письмо Бориса Березовского, в котором тот призывал занимавшего пост директора ФСБ Владимира Путина разобраться со сложившейся ситуацией, поскольку в Службе якобы действовала партноменклатура, готовившаяся к политическому реваншу КПРФ и намеревавшаяся преследовать инакомыслящих. В ответном обращении от 18 ноября 1998 года Путин заявил, что служба действует в соответствии с законом «Об органах федеральной службы безопасности в Российской Федерации» и не участвует в политических играх. 28 августа 1999 года указом Бориса Ельцина Департамент по борьбе с терроризмом (он же Второй департамент) и Управление конституционной безопасности ФСБ были объединены в Департамент по защите конституционного строя и борьбе с терроризмом (сокращённо ДЗКСБТ или Департамент № 2 ФСБ России). Данные преобразования состоялись в рамках президентской концепции развития силовых структур до 2005 года. Согласно Олегу Хлобустову, официально процедура слияния завершилась к августу 2000 года.
Отдельные издания и эксперты называют Управление конституционной безопасности преемником Пятого управления КГБ СССР, занимавшегося борьбой против инакомыслия и «идеологических диверсий», которое позже было преобразовано в Управление по защите советского конституционного строя (управление «З»), но прекратило существование после событий августа 1991 года. По мнению исследователя истории советских спецслужб Никиты Петрова, это была лишь «легкая реструктуризация и изменение названия», поскольку ни структура, ни штатная численность сотрудников управления не изменилась. Сам Зотов говорил, что подобные структуры по защите государственной безопасности существуют в каждой стране, но деятельность Пятого управления КГБ СССР нельзя рассматривать в отрыве от советской государственной системы, а Управление конституционной безопасности в своей деятельности руководствуется только законом, а не политической целесообразностью. По мнению Андрея Солдатова, до образования вышеозначенного департамента Федеральная служба безопасности занималась только борьбой против шпионажа и терроризма; в дальнейшем она стала заниматься и борьбой против угроз политической стабильности (т.е. политическим сыском).
В ходе последующих реформ в рамках Второй службы появилась и региональная система. Так, до 2002 года в УФСБ по Москве и Московской области действовала единая служба по борьбе с терроризмом и защите конституционного строя, которую разделили на две отдельные службы: службу БТ и СЗОКС и БПЭ. Аналогичная служба БТ есть и в управлении ФСБ по Санкт-Петербургу, которая по своей сути дублирует функционал Центра «Э». Похожие отделы были созданы в небольших регионах в местных управлениях ФСБ: отдельный филиал появился в Пятигорске в связи с близостью города к республикам Северного Кавказа, где велась антитеррористическая борьба.

## Обязанности и функции
В своём обращении от 18 ноября 1998 года Владимир Путин, комментируя создание Управления конституционной безопасности, назвал целями этого органа «борьбу с политическим и национальным экстремизмом, сохранение единства и территориальной целостности Российской Федерации». Геннадий Зотов в интервью «Независимой газете» 20 ноября 1998 года назвал в качестве цели образования Управления создание подразделения для защиты государства от «внутренней крамолы» (угроз безопасности в социально-политической сфере). По словам Зотова, подобные функции в прошлом были распределены между разными ведомствами и управлениями, что приводило к «ненужному дубляжу и определенной ведомственной неразберихе», которые снижали эффективность действий органов власти. Также он заявил, что ФСБ стремится защищать свободные СМИ от вмешательства в их деятельность со стороны криминалитета и политических экстремистов.
В качестве законодательной базы Управление конституционной безопасности руководствовалось Конституцией Российской Федерации, федеральными законами «Об оперативно-розыскной деятельности» и «Об органах Федеральной службы безопасности в Российской Федерации», обращаясь в прокуратуру в случае, когда определённые действия попадали под статьи Уголовного кодекса РФ. Согласно словам заместителя руководителя Департамента Владимира Козлова от 1999 года, в задачу нового Департамента по защите конституционного строя и борьбе с терроризмом входила работа по общественным и религиозным объединениям, ставившим в качестве целей «насильственное изменение конституционного строя России, захват и незаконное удержание власти». Хотя формально Управление конституционного строя не занималось борьбой против терроризма, его деятельность была фактически направлена и на это, что и способствовало объединению двух структур в 1999 году.
Второй службой курируется деятельность Министерства культуры и его творческих организаций, Министерства здравоохранения, Министерства образования и различных НКО. Согласно генералу ФСБ и бывшему главе ЦОС ФСБ Александру Михайлову, в прошлом служившему в Пятом управлении КГБ СССР, Вторая служба занимается межнациональными и межрелигиозными конфликтами, а также ограждением творческой интеллигенции от внешнеполитических противников России. Служба также стремится не допустить использования учреждений культур «противником для пропаганды в качестве структур, формирующих враждебное отношение». Её начальники имеют право организовывать оперативно-розыскные мероприятия (например, прослушку и слежку).

## Деятельность
С конца 1990-х — начала 2000-х сотрудники Второго департамента (Второй службы) начали вести борьбу с политической оппозицией: в частности, они боролись против находившихся в оппозиции радикальных движений типа «Авангард красной молодёжи», Национал-большевистская партия, а также иных ультралевых и ультраправых организаций. В 2001 году Второй службой был арестован лидер НБП Эдуард Лимонов, а позже сотрудники ФСБ арестовали ещё нескольких руководителей региональных отделений или даже перевербовали их. Против Лимонова пытались выдвинуть обвинения в организации партизанской войны в Северном Казахстане, которые суд не доказал.
До создания центра «Э» именно Вторая служба осуществляла контроль за действиями оппозиции. Среди оппозиционных политиков, которых Вторая служба безуспешно пыталась склонить к сотрудничеству, упоминаются Илья Яшин и Всеволод Чагаев: в первом случае сотрудники взывали к чувству национализма и патриотизма, во втором случае — угрозами призыва в армию. Вместе с тем работа Второго департамента в начале 2000-х годов вызывала озабоченность у Управления по борьбе с организованной преступностью, поскольку их полномочия в плане борьбы против политического экстремизма попросту пересекались. Ходили слухи, что в некоторых регионах сотрудники ФСБ призывали политических активистов не выдавать контакты со спецслужбами на допросах представителей УБОП.
В плане борьбы против преступности и терроризма Вторая служба участвовала в ряде оперативно-розыскных мероприятий. Указом Президента РФ от 22 января 2001 года № 61 на руководителя Второго департамента ФСБ было возложено руководство Региональным оперативным штабом для руководства силами по борьбе против террористических группировок на Северном Кавказе. В 2009 году сотрудники Второй службы ФСБ задержали банду киллеров во главе с братьями Асланом («Джако») и Олегом («Малыш») Гагиевым, которые были причастны более чем к 60 заказным убийствам. В дальнейшем они вели дела нескольких русских ультранационалистических деятелей и группировок, в том числе группы СПАС Николы Королёва и лидеров движения «Русские» Дмитрия Дёмушкина и Александра Белова (Поткина). Важную роль Вторая служба сыграла в пресечении деятельности Боевой организации русских националистов: по словам лидера БОРН Ильи Горячёва, к разгрому группировки был причастен один из её соратников Егор Горшков, которого Горячёв называл «участником „троцкистской группировки“ внутри Управления по защите конституционного строя ФСБ» и который якобы ранее состоял в НБП.
Из крупных дел политического характера, которые сопровождала Служба по защите конституционного строя и борьбе с терроризмом, выделяются «Болотное дело» по факту столкновений с оппозицией во время «Марша миллионов» 6 мая 2012 года; сопровождение дела оппозиционера Михаила Саввы, обвинённого в 2013 году в мошенничестве при получении грантов от правительства Краснодарского края; дело сенатора Рауфа Арашукова, арестованного в 2019 году по обвинению в мошенничестве и создании преступного сообщества; дело об убийстве Бориса Немцова (сотрудниками Второй службы была арестована группа подозреваемых) и дело бывшего вице-премьера России Альфреда Коха о контрабанде культурных ценностей.
В январе 2017 года Вторая служба провела выемку документов в Эрмитаже в связи со срывом контракта на строительство нового фондохранилища музея; она же участвовала в курировании уголовного дела против заместителя министра культуры Григория Пирумова об организации хищений на реставрации памятников. Также, по заявлению проекта Михаила Ходорковского «Открытая Россия», Вторая служба ФСБ организовывала рейды в библиотеку имени Маяковского в Петербурге с целью борьбы против проекта «Диалоги» «Открытой библиотеки». В августе 2017 года Служба оказалась в поле зрения СМИ в рамках дела Кирилла Серебренникова как подразделение ФСБ, которое осуществляло оперативное сопровождение дела.

## Критика и скандалы
По мнению информационных сайтов Михаила Ходорковского «Досье» и «Открытая Россия», Управление по защите конституционного строя своими действиями приводит к торможению развития гражданского общества. Так, по мнению журналистов этих сайтов, Служба всячески криминализирует деятельность политической оппозиции: она организует кампании по дискредитации лидеров несистемной оппозиции, преследует их или даже вербует видных деятелей оппозиции. Основной мотивацией сотрудников Управления, по мнению «Досье», является финансовая или карьерная, но отнюдь не идеологическая.
В адрес Службы нередко выдвигались разнообразные обвинения и звучали критические заявления о её деятельности.
- По заявлению Национал-большевистской партии, в 2001 году сотрудники Второй службы, используя угрозы, безуспешно пытались заставить лидера Барнаульского отделения НБП Дмитрия Колесникова сотрудничать с органами (офицер не предстал перед судом, но был понижен в звании)[30]. В 2004 году сотрудниками Второй службы был похищен и избит московский представитель НБП Дмитрий Бахур, после чего против сотрудников возбудили уголовное дело[31], однако до суда его не довели. Основным подозреваемым в избиении был некто по прозвищу «Андрей-Чечен»[26].
- Управление по защите конституционного строя, действовавшее при Управлении ФСБ по Брянской области, вело негласное наблюдение за областной администрацией, возглавляемой коммунистом Юрием Лодкиным и за его сторонниками (брянским отделением КПРФ и коалицией левых сил «Патриотическая Брянщина»). По мнению проекта Ходорковского «Досье», сотрудники Управления требовали от активистов местных леворадикальных организаций при организации митингов гарантий, что они будут протестовать только против политики руководства региона, а не главы государства[1].
- Председатель СБУ Валентин Наливайченко обвинял заместителя председателя Второй службы ФСБ Алексея Жало в подготовке снайперов, стрелявших по митингующим Евромайдана (упоминалась некая «группа ФСБ, работавшая в СБУ»)[32].
- «Досье» критиковало Вторую службу за то, что она не предотвратила теракт в Петербургском метрополитене 2017 года, хотя исполнитель теракта, смертник Акбаржон Джалилов числился на учёте в оперативно-розыскном управлении Второй службы[1].
- В октябре 2020 года британская «The Guardian», ссылаясь на выводы разведывательных служб Британии, Франции и Германии, писала, что Вторая служба была исполнителем отравления Алексея Навального, цель которого, согласно этим источникам газеты, была вынудить его уехать из России[20]. В частности, в материалах расследования Христо Грозева упоминался сотрудник Службы Валерий Сухарев как один из организаторов[33]. Также издания The Insider и Bellingcat говорили о роли Второй службы в отравлении Владимира Кара-Мурзы в 2015 году[34] и отравлении Дмитрия Быкова в 2019 году[35][36]. Опубликованное в январе 2021 года расследование обвиняло Вторую службу в отравлении ряда других российских граждан, в частности, журналиста Тимура Куашева в 2014 году[37].
- Осуждённый по делу «Сети» Виктор Филинков в своём последнем слове заявил, что в Службе работают «пьяницы» и «выпивохи», при этом оговариваясь, что сотрудниками кто-то манипулирует извне[38].
- В 2021 году Вторая служба ФСБ фигурировала в журналистских расследованиях в связи со смертью в Берлине в октябре того года российского дипломата Кирилла Жало, сына начальника управления ФСБ по защите конституционного строя генерал-лейтенанта Алексея Жало[39]. Пребывание Кирилла Жало увязывалось в расследованиях с убийством в Берлине 23 августа 2019 года бывшего чеченского боевика Зелимхана Хангошвили[39]. В декабре 2021 года Высший земельный суд в Берлине признал виновным в убийстве Хангошвили бывшего сотрудника ФСБ, полковника Вадима Красикова, и приговорил его к пожизненному лишению свободы[40][41]. Согласно постановлению суда, убийство Хангошвили было «ничем иным, как государственным терроризмом»[42][43]. Красиков был освобождён 1 августа 2024 года в рамках обмена заключёнными России и США, вернувшись тем же вечером в Москву[40].
- 17 августа 2024 года двух бывших сотрудников службы, полковника Евгения Лобанова и полковника Дениса Карманова, суд признал виновными в получении взяток от представителей римско-католической церкви (в том числе от служителей московского храма Святого Людовика Французского на улице Малая Лубянка) на сумму почти 20 млн. рублей. Военный суд приговорил каждого к 9 годам лишения свободы с отбыванием наказания в колонии строго режима, штрафу в размере почти 40 млн. рублей (двукратный размер взяток) и лишению воинских званий. Известно, что Лобанов прежде фигурировал в деле полковника МВД Дмитрия Захарченко, осуждённого за злоупотребление полномочиями[44].

По мнению «Досье», некоторые из сотрудников как самой Службы, так и региональных служб при региональных управлениях ФСБ нередко занимаются крышеванием бизнесменов. Так, в апреле 2019 года против сотрудников Второй службы Сергея Богданова и Сергея Иванова возбудили уголовное дело по обвинению в мошенничестве, связанном с конфликтом вокруг гостиницы Moscow Holiday Hotel в Мневниках: они якобы требовали 5 млн. рублей ежемесячно в обмен на помощь в разрешении конфликта между представителями управляющей компании и собственником здания (АО «Мострансагентство»). Также пресса пишет, что сотрудники Службы нередко злоупотребляют полномочиями, что становится поводом для расследований.

## Известные сотрудники
- Калиматов, Алихан Макшарипович, сотрудник оперативно-розыскного управления, подполковник ФСБ[49]
- Проничев, Владимир Егорович, глава Департамента по защите конституционного строя и борьбе с терроризмом ФСБ в 1999 году, заместитель директора ФСБ, генерал[3]
- Угрюмов, Герман Алексеевич, первый заместитель начальника Второго департамента ФСБ, руководитель Второго департамента с ноября 1999 года по 31 мая 2001 года, адмирал[4]